# Крабат (фольклорний персонаж)
Крабат (нім. Krabat) — персонаж серболужицького фольклору, герой легенди, головний герой казок на тему учня чаклуна. Єдиної версії щодо походження й авторства Крабата не існує.

## Народні уявлення

### Сербська версія
У тлумаченні лужицьких сербів (сорбів), які живуть між Ельбою, Одером і Найсе, він був вихідцем із селян, який потрапив до могутнього чаклуна на навчання. Однак, на відміну від свого вчителя, Крабат був хорошим персонажем і допомагав селянам за допомогою магії. За іншими відомостями, Крабат був реальною людиною, хорватом за походженням — Йоханном Шадовітце. Він був військовиком у званні полковника в армії курфюрста Саксонії Августа, який дарував йому маєток Грос-Серхен 1691 року за заслуги у війні з турками. Далі в сербській версії фольклору Шадовітце перетворюється на хлопчика-підпаска, який долає могутнього чаклуна за допомогою заклинань з чарівної книги. Після цього він використовував заклинання з вищезгаданої книги для допомоги селянам.

### Німецька версія
В німецькому варіанті легенди про Фауста і Крабата тісно переплелися. Як і Фауст, Крабат використовує отримані знання і надприродні сили не тільки у власних потребах, але й для допомоги селянам. Завдяки магії він робить поля більш родючими, осушує болота і бореться з посухою. Не забуває Крабат і про персону курфюрста Августа, періодично жартуючи над ним.

## Згадка
Популярність легенди про Крабата, як персонажа німецького фольклору, служила джерелом натхнення для багатьох письменників. Серед перших авторів у XX столітті, які присвятили свої сторінки цьому персонажу був лужицький письменник Мерчін Новак-Нехорнський з романом сорбською мовою — «Mišter Krabat» (1954).
Однак, найбільшу популярність Крабату принесла творчість німця Отфріда Пройслера, який 1971 року видав казкову повість «Крабат, або Легенди старого млина».
Існує чотири екранізації:
- «Чорний млин[de]» — фільм виробництва НДР за повістю Юрія Брєзана про Крабата
- «Учень чаклуна[cs]»
- Крабат. Учень чаклуна
- Der Siebente Rabe («Сьомий ворон») — мультфільм Йорга Германа[de] 2011 року.